# Hans Schemm

Hans Schemm

Hans Heinrich Georg Schemm (* 6. Oktober 1891 in Bayreuth; † 5. März 1935 ebenda) war ein deutscher Lehrer und Politiker. Er war NSDAP-Gauleiter der Bayerischen Ostmark, Reichswalter des Nationalsozialistischen Lehrerbunds (NSLB) und Bayerischer Kultusminister.

## Leben

### Herkunft, Ausbildung und Erster Weltkrieg
Hans Schemm wurde als zweiter von drei Söhnen des Konrad Schemm und der Babette Meyer in der Bayreuther Brautgasse geboren, wo seine Eltern eine Schusterei betrieben. Aufgrund der Beanspruchung der Eltern als Lieferanten des örtlichen Militärs wuchs er überwiegend bei seiner Großmutter auf. Sie weckte bei ihm das Interesse für Geschichte und Mythen. Er besuchte zunächst die Volksschule und von 1905 bis 1910 (drei Jahre Präparandenschule und zwei Jahre Seminarkurse) das Lehrerseminar an der Königlich-Bayerischen Lehrerbildungsanstalt Bayreuth. 1915 heiratete er die vier Jahre ältere – aus vermögendem Hause stammende – Baumeisterstochter Babetta Lorenzia Zeitler. 1917 wurde der Sohn Rudolf geboren.
Ab 1910 unterrichtete Schemm als Lehrer zunächst in Wülfersreuth, ab 1911 dann in Neufang und ab 1920 an der Altstadtschule, der späteren Hans-Schemm-Schule in Bayreuth. Während seiner Zeit als Lehrer experimentierte er mit Chemikalien und arbeitete mit seinem Mikroskop. Er wurde 1911 vom Wehrdienst zurückgestellt und der Ersatzreserve zugeteilt. Am sechsten Mobilmachungstag (6. August 1914) wurde er „auf dringende Vorstellungen zuständiger Militärärzte“ als Krankenwärter beim Reservelazarett in Bayreuth eingesetzt. Im Winter 1915/16 infizierte er sich mit Tuberkulose, was wieder zeitweise zur Freistellung vom Wehrdienst führte. Die Glasplatte einer Aufnahme, die ihn in Sanitätsuniform zeigte, ließ er später vernichten, um den Makel, nicht „gedient“ zu haben, zu vertuschen.
Vom 18. April bis 6. Mai 1919 gehörte er dem Freikorps Bayreuth an. An der gewaltsamen Niederschlagung der Münchner Räterepublik am 2. Mai 1919 nahm er nicht mehr aktiv teil, weil er erst danach in München eintraf.

### Berufliche Tätigkeit
Schemm wurde im September 1920 Laborant eines bakteriologisch-chemischen Labors der Chemischen Werke Werchow in Thale (ehemals Sanatorium Hubertusbad), das jedoch bereits 1921 aus finanziellen Gründen schloss. Schemm, der sich zuvor wissenschaftlich mit chemisch-biologischen Fragen befasst hatte, kehrte wieder in den Schuldienst zurück. Nebenberuflich lehrte er zwischen 1921 und 1928 an der Volkshochschule. In den 1930er Jahren glaubte er an eine rasseneigene „Spezifität des Eiweißes“ und bezeichnete „artfremdes Eiweiß“ als Gift.

### Mitglied der NSDAP
1923 trat Schemm der NSDAP bei und lernte beim Deutschen Tag am 30. September 1923 Adolf Hitler kennen. 1924 wurde er Beisitzer im Völkischen Bund Bayreuth. Am 27. Februar 1925 gründete Schemm die NSDAP-Ortsgruppe Bayreuth und im gleichen Jahr den Gau Oberfranken der NSDAP. Schemm baute die Organisation zielstrebig auf, wobei sich eine persönliche Rivalität zum Bayreuther SPD-Reichstagsabgeordneten Friedrich Puchta entwickelte. Im Januar 1926 wurde ihm bei der Eintragung in die Münchner Zentralkartei die Mitgliedsnummer 29.313 zugewiesen.

### Parlamentsmitglied
1928 wurde Schemm Mitglied des Bayerischen Landtags und daneben Leiter des Bezirks Franken der nationalsozialistischen Gesellschaft für deutsche Kultur. 1932 schied er aus dem Landtag aus.
Systematisch bereitete Schemm die örtliche NSDAP auf die Wahlkämpfe vor, zunächst für die Stadtratswahlen 1929. Die NSDAP erreichte neun Mandate, Schemm wurde Fraktionsvorsitzender. Der Einzug der NSDAP-Fraktion führte zu häufigen Tumulten und einer Prügelei, die durch das aggressive Verhalten der NSDAP-Mitglieder und insbesondere Schemms veranlasst waren.
Als Spitzenkandidat für Franken trat Schemm im 1930 bei einer Großveranstaltung der NSDAP-Ortsgruppe von Neustadt an der Aisch auf, zu der alle Lehrer des Bezirks eingeladen waren und Juden keinen Zutritt hatten.
1930 wurde Schemm Mitglied des Reichstags und blieb es bis zu seinem Tod.

### Lehrerbund und Evangelischer Pfarrerbund
1929 gründete Schemm den Nationalsozialistischen Lehrerbund (NSLB), dem er als Reichswalter vorstand. Auf seine Initiative hin entstand im Rahmen des NSLB eine Arbeitsgemeinschaft von Geistlichen beider Konfessionen. Dies führte zur Bildung einer Arbeitsgemeinschaft nationalsozialistischer evangelischer Geistlicher, die sich ab Mitte 1931 Nationalsozialistischer Evangelischer Pfarrerbund (NSEP) nannte. Der „Lehrer“ Hans Schemm betätigte sich als Propagandist eines von diesem vertretenen sogenannten Positiven Christentums.
In einem postumen Spruchkammerverfahren wurde Schemm vom späteren bayerischen Landesbischof Hans Meiser gelobt, er habe eine „durchaus verständnisvolle und wohlwollende Haltung“ gegenüber der evangelischen Landeskirche gezeigt.

### Zeitungs- und Verlagsinhaber
1928 und 1929 hatte Schemm die Leitung mehrerer nationalsozialistischer Zeitungen (Streiter, Weckruf und Nationale Zeitung) aufgrund seiner parlamentarischen Immunität übernommen, die er jedoch kurze Zeit später bereits wieder abgab, da es zu viele aufreibende Prozesse gab und sich die Redaktionen nicht immer an seine Anweisungen hielten. Im April 1929 gründete Schemm eine eigene Zeitung, ab August des gleichen Jahres erschien dann die Nationalsozialistische Lehrerzeitung, später benannt Der deutsche Erzieher. Reichszeitung, das Verbandsorgan des NS-Lehrerbundes. Am 1. Oktober 1930 erschien die von Schemm herausgegebene Wochenzeitung Kampf für deutsche Freiheit und Kultur, welche die Auflage von zunächst 3.000 Stück auf 20.000 Stück (1932) steigerte. In verbaler Radikalität stand Schemm Julius Streicher, dem Herausgeber des antisemitischen Hetzblatts Der Stürmer, nicht viel nach. Er sprach von „Geldschweinen und Bonzen“ sowie davon, dass „an jedem Laternenpfahl ein Jude baumeln sollte“. Am 21. Januar 1931 schrieb die Regierung von Oberfranken an die Stadt Bayreuth, „Der Kampf“ verschmähe kein Mittel des politischen Kampfes, seine Sprache sei geradezu unanständig.
1931 gründete Schemm den Nationalsozialistischen Kulturverlag Bayreuth, der ab dem 1. Oktober 1932 die Tageszeitung Das Fränkische Volk (Auflage 10.000 Stück) herausgab.
Schemm konnte 1933 die Gründung eines NS-Gaus Bayerische Ostmark durchsetzen, „Mark“ im mittelalterlichen Sinn als Kriegsgebiet und Barriere gegen die „Slawen“ verstanden. Gauhauptstadt wurde Bayreuth, das auch Sitz des NSLB war. Schemm, der inzwischen in Konkurrenz zu Julius Streicher den Titel „Frankenführer“ beanspruchte, und die Gauleitung förderten nun ein „Ostmark-Bewusstsein“ (z. B. durch Ostmarklied, Ostmarkstraße, Ostmarkverlag). 1942 wurde der Gau, der nach der deutschen Zerschlagung der Tschechoslowakei nicht mehr im Grenzgebiet lag, in „Gau Bayreuth“ umbenannt. Schemm gründete einen „Gauverlag Bayerische Ostmark“ mit Sitz in Bayreuth, durch den etliche regionale Blätter gleichgeschaltet und zentral gesteuert wurden. Bis 1942 trugen die Bezeichnung „Bayerische Ostmark“ neben dem Fränkischen Volk die Deggendorfer Zeitung, die Rottaler Zeitung, das Hofer Tagblatt, die Frankenwald-Zeitung, die Kulmbacher Rundschau, die Dingolfing-Landauer Zeitung, die Donau-Zeitung, der Regensburger Kurier, die Coburger Nationalzeitung und andere Tageszeitungen. Nur wenige davon konnten noch eine kurze Zeit eine gewisse Eigenständigkeit bewahren, bis sie wegen der Papierrationierung im Weltkrieg ihr Erscheinen ganz einstellten.
Der Gauverlag Bayerische Ostmark, ab 1942 „Gauverlag Bayreuth“, produzierte bis kurz vor Kriegsende eine große Anzahl Bücher, insbesondere auch Feldpostausgaben von Kleinschriften. Es erschienen nicht nur offensichtliche Propaganda-Schriften, sondern auch Bildbände über Städte der „Bayerischen Ostmark“, sowie welche zu Bulgarien und den eroberten Städten Prag und Krakau. 1939 zeigte der Verlag eine besondere Nähe zu Alfred Rosenbergs Kulturpolitik; z. B. erschien im März ein Auswahlband, der aus 9 Essays von 1938 in einer Literatur-Zeitschrift Bücherkunde, einem Organ des Rosenbergschen „Amts Schrifttumspflege“ bestand, sowie 3 weiteren. Beide Publikationen hatten den gleichen Herausgeber bzw. Hauptschriftleiter, Günther Stöve.

### Gauleiter und Kultusminister
Ab 1928 war Hans Schemm Gauleiter des NSDAP-Gaus Oberfranken, der 1933 mit dem Gau Oberpfalz-Niederbayern zum Gau Bayerische Ostmark vereinigt wurde. Er blieb Gauleiter und etablierte in den folgenden Jahren in diesem Gau eine Nebenausgabe des Fränkischen Volkes, die Bayerische Ostwacht, welche später in Bayerische Ostmark umbenannt wurde. Außerdem wurde er SA-Gruppenführer. Nachdem in der Nacht vom 9. auf den 10. März 1933 Schemms Erzfeind Friedrich Puchta wie deutschlandweit viele andere politische Gegner der Nationalsozialisten in „Schutzhaft“ genommen wurde, lieferte Schemm ihn am 10. März persönlich im Gefängnis Sankt Georgen ab. Als Puchta am 24. April in das KZ Dachau transferiert wurde, stellte Schemm sicher, dass Puchta in der gefürchteten Baracke VII, die als Straflager galt, unterkam.
Am 16. März 1933 ernannte Reichsstatthalter Franz Ritter von Epp Schemm zum kommissarischen Kultusminister Bayerns (Kabinett von Epp). Hitler berief ihn dann am 13. April 1933 zum „Leiter der kulturellen und erzieherischen Angelegenheiten Bayerns“. Aufgrund dessen hatte auch der NSLB und der Reichstenographenbund seinen Sitz in Bayreuth. Auch unter der Regierung von Ludwig Siebert (Kabinett Siebert) blieb Schemm bis zu seinem Tode bayerischer Kultusminister. 1933 publizierte er das Buch Gott, Rasse und Kultur.
Auf der Tagung Die Erziehung im nationalsozialistischen Staat, die vom 1. bis 5. August 1933 in München stattfand, rechtfertigte er in einem Referat die nationalsozialistische Gleichschaltung:
- „Der Nationalsozialismus kam zum Siege durch sein begeistertes Bekenntnis zur Totalität. Und wir werden deswegen nicht nachgeben, bis auch die Letzten … gleichgeschaltet und die, welche nicht wollen, aus irgendwelchen Gründen weggestorben sind“.[4]

Schemm wurde 1933 Ehrenbürger von Bayreuth und später in Eggenfelden und Hof.
1934 wirkte Schemm mit Hans Frank bei der Organisation der Schachweltmeisterschaft 1934 mit und ließ Schach in Bayern zu einem Schulfach machen.

### Tod
Am Faschingsdienstag des Jahres 1935 stürzte er mit dem Gauflugzeug beim Start vom Flugplatz Bayreuth aufgrund eines Pilotenfehlers ab. Es gab Gerüchte, dass der Absturz alkoholbedingt gewesen sei oder Schemm selbst das Flugzeug gesteuert habe. Vermutlich hatte aber der Gaupilot Schmitt den Windsack der Flugzeughalle gestreift, worauf die Messerschmitt-Sportmaschine am Boden zerschellte. Hitler persönlich beorderte den Würzburger Chirurgen August Bier und den Berliner Professor Ferdinand Sauerbruch per Flugzeug nach Bayreuth: Schemm erlag jedoch vor deren Eintreffen am 5. März 1935 im Städtischen Krankenhaus seinen Verletzungen. Sein Nachfolger als Gauleiter und Reichswalter des NSLB wurde Fritz Wächtler.
Die Trauerfeier für Schemm wurde durch Hans Reissinger im Haus der Deutschen Erziehung als Staatsakt aufwendig inszeniert. Trotz einer Erkältung nahm auch Adolf Hitler daran teil, den entstehenden Kult um den toten Gauleiter unterband er aber alsbald. Der evangelische Landesbischof Meiser ließ zum Staatsakt alle Kirchenglocken des Gaus Bayerische Ostmark läuten.
Noch im selben Jahr verschwand die Kanzel an der Außenfassade des Hauses der Deutschen Erziehung, die Schemm dort hatte anbringen lassen. Der in der „Weihehalle“ des Gebäudes vorgesehene Gruftraum für ihn wurde nicht vollendet, sein bereits fertiggestellter Sarkophag blieb leer und Schemms Leiche blieb im Grab auf dem Stadtfriedhof. Nach dem Tod seines Sohns Rudolf wurde das Grab 1995 aufgelöst.

## Rezeption

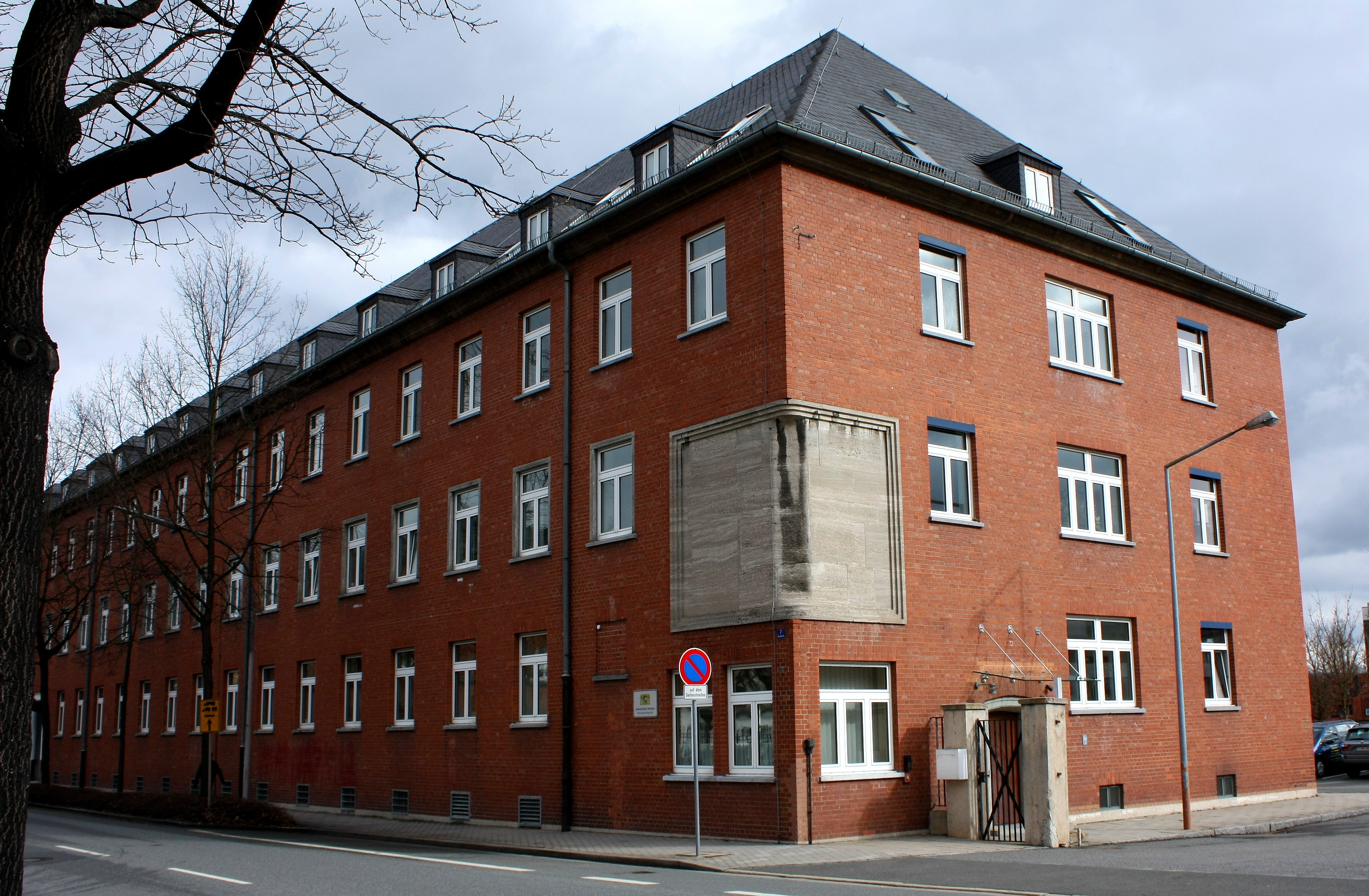
Ehemalige Hans-Schemm-Kaserne in Bayreuth

Schemms Leben wurde von den Nationalsozialisten, zum Teil aber auch noch in der nachfolgenden demokratischen Zeit, verklärt. Bereits 1936 erschien eine von Bernd Lembeck verfasste Biographie. Infolge seines frühen Todes wurde er oft als „guter Nazi“ bezeichnet. In der Zeit des Nationalsozialismus wurden Schulen, Straßen und Hallen nach ihm benannt. Seinen Namen trugen unter anderen das Theodolinden-Gymnasium und die Rotbuchenschule in München, die heutige Havelschule der Altstadt Brandenburg/Havel, die 1937/38 erbaut und als „Hans-Schemm-Schule“ für die Walzwerksiedlung auf dem Quenz am 20. April 1938 eingeweiht wurde. Auch die Groß-Jugendherberge in Regensburg auf der Donauinsel Unterer Wöhrd sowie die Comenius-Bücherei in Leipzig. Der Bayreuther Luitpoldplatz wurde in Hans-Schemm-Platz umbenannt, wo im Haus der Deutschen Erziehung ein Gedächtnisraum für Schemm eingerichtet wurde. Eine dieser Benennungen überdauerte bis April 1986: Die „Hans-Schemm-Kaserne“ der US-Streitkräfte im Bayreuther Kasernenviertel, deren Hauptgebäude heute u. a. das Sozialgericht Bayreuth beherbergt.
Nach ihm wurde der 1936 gestiftete Hans-Schemm-Preis benannt, die wichtigste Auszeichnung für nationalsozialistische Kinder- und Jugendbücher als „Mittel zur Formung des deutschen Menschen, des deutschen Volkes der nächsten Jahrhunderte“. Der Hans-Schemm-Preis sollte besonders Texte fördern, die zum „Wehrwillen und zur Kampfbereitschaft“ erziehen. Preisträger waren unter anderem die auch nach 1945 bekannten Autoren Otto Boris, Fritz Steuben (Erhard Wittek) und Alfred Weidenmann.

## Veröffentlichungen (Auswahl)
- Der rote Krieg. Mutter oder Genossin. Bayreuth 1931.
- Unsere Religion heißt Christus, unsere Politik heißt Deutschland! Sulzbach 1933.
- Nationalsozialistische Erziehung – Der Sinn der Erziehung im nationalsozialistischen Staat. In: Hans Schemm, Max Stoll u. a.: Deutsche Schule und deutsche Erziehung in Vergangenheit, Gegenwart und Zukunft. Pädagogische Verlagsanstalt, Stuttgart und Berlin 1934, S. 3–16.
- Hans Schemm spricht. Seine Reden und sein Werk. (bearb. von G. Kahl-Furthmann), Bayreuth 1935.